# Sann Gud och man
Sann Gud och man är en passionspsalm. Den är skriven av biskopen Laurentius Paulinus Gothus. Den hette tidigare O Gud och menniska Jesus Christ, men ändrades av Jesper Swedberg till Sann Gud och Man o Jesu.

## Publicerad i
- Den svenska psalmboken 1694 som nummer 190 under rubriken "Om Christi Begrafning".
- 1695 års psalmbok som nummer 161 under rubriken "Om Christi Begrafning".[1]